# باکتاون (پنسیلوانیا)
باکتاون (به انگلیسی: Bucktown) یک منطقهٔ مسکونی در ایالات متحده آمریکا است که در شهرستان چستر، پنسیلوانیا قرار دارد.